# Khorramabad
Khorramabad (farsi خرم‌آباد) è il capoluogo del Lorestan, nell'Iran occidentale. Si trova a un'altitudine di 1.181 m s.l.m. sui monti Zagros e aveva, nel 2006, 328.544 abitanti. La popolazione è prevalentemente di lingua lori (o luri).
Nel centro della città si trova la cittadella medioevale di Falak-ol-Aflak ("Paradiso dei paradisi"), ora museo.